# Yuzhni (Krymsk)
Yuzhni (del ruso: Южный) es un posiólok del raión de Krymsk del krai de Krasnodar, en Rusia. Está situado a los pies de las estribaciones septentrionales del Cáucaso occidental, a orillas del embalse Varnavinskoye sobre el Adagum, de la cuenca del Kubán, 14 km al nordeste de Krymsk y 75 km al oeste de Krasnodar. Tenía 1 020 habitantes en 2010
Es cabeza del municipio Yúzhnoye, al que pertenecen asimismo Yevseyevski, Chernomorski, Krasni, Novotroitski, Plavni y Vesioli.